# チェルシー (モデル)
チェルシー(Chelucy)は、ファッションモデルであるまつゆう率いるユニットで、彼女らが作ったウェブサイトでもある。

## 概要
1998年11月にリーダーのまつゆうを中心に「ガーリー・コラボレーション・ユニット」として3人で結成。現在は2人組。Chelucyというスペルは彼女達の作った造語。
ウェブ上の活動から始まり、音楽活動、ライブ、インディーズブランドのモデル、ファッションショーや商品の企画、NHKのBS1「デジタルスタジアム」のアシスタント、出版、ショップ経営、ほか各種ウェブサイトの制作・デザインなど、主にリーダーのまつゆうがクリエイターとしても活動範囲を広げている。